# So, I Can't Play H!
So, I Can't Play H! (яп. だから僕は、エッチができない。, Dakara Boku wa, Ecchi ga Dekinai., укр. Ось чому я не можу зробити це)), скорочено Boku-H (Boku-Ecchi) — серія ранобе, написана Пан Тачібаною та проілюстрована Йосіакі Кацураєм. Сюжет розповідає про Рьосуке Кагу, розпусного старшокласника, який укладає контракт із Лісарою Рестол, прекрасною жницею, в обмін на свою хтиву енергію.
Dakara Boku wa, H ga Dekinai почало виходити у журналі Dragon Magazine від Fujimi Shobo у 2010 році. Усього серія налічує одинадцять томів, які були випущені з 19 червня 2010 року по 20 серпня 2013 року. Манґа-адаптація з ілюстраціями Шьо Окагірі почала виходити у травневому випуску Monthly Dragon Age 2011 року і станом на 9 грудня 2013 року налічувала п’ять томів.
Аніме-адаптація з 12 серій, створена студією Feel, була анонсована і транслювалася з липня по вересень 2012 року на AT-X та інших каналах. У 2013 році компанія Sentai Filmworks отримала ліцензію на розповсюдження аніме в Північній Америці та випустила серію на DVD, Blu-ray і для онлайн-стримінгу.

## Сюжет
Одного дня Рьосуке Кага, старшокласник Академії Момодзомо (桃園学園, Momozomo Gakuen), зустрічає дівчину, яка стоїть одна під дощем. Вона представляється як Лісара Рестол, елітна жниця, що прийшла у світ людей у пошуках «Єдиного чоловіка». Рьосуке укладає з нею угоду, дозволяючи їй поглинати його енергію, необхідну для її діяльності у світі людей. Джерелом цієї енергії є його хтивість. Щоб вижити, Рьосуке допомагає Лісарі в її пошуках.

## Персонажі
Рьосуке Кага (яп. 加賀 良介, Kaga Ryōsuke)
Сейю: Сімоно Хіро
Рьосуке — другокурсник Академії Момодзомо, який використовує свою хтиву життєву енергію для підживлення Лісари. Він дізнається від неї, що помре через три місяці і в обмін на його допомогу вона спробує змінити його долю. Лісара використовує Зламаний меч Грам, що колись належав богу війни, щоб укласти контракт із Рьосуке. Згодом виявляється, що у Рьосуке є інша половина Грама (яка вважалася втраченою), що дає йому повну силу меча. Він закохується в Лісару і може повністю зарядити свою хтиву енергію, лише думаючи про її тіло або використовуючи свій «Невидимий словник». Живе сам (допоки Лісара не переїжджає до нього), оскільки його мати працює за кордоном, а батько загинув, коли йому було три роки (хоча пізніше мати розповідає, що насправді батько не помер, а зник). У фіналі аніме він і Лісара стають парою, хоча Лісара все ще ніяковіє через його розпусність.
Лісара Рестол (яп. リサラ・レストール, Risara Resutōru)
Сейю: Ая Ендо
Головна героїня історії, прекрасна жниця, яка укладає угоду з Рьосуке та використовує його хтиву «духовну» енергію. Вона володіє косою Карнун Пладур (カルヌーンプラデュール, Karunūn Puradyūru), що керує стихією вогню. Для укладання контракту з Рьосуке вона використовує руків'я Зламаного меча Грам, що належить родині Рестол. Закохується в Рьосуке, але не показує цього на відміну від інших дівчат. Її обхват грудей — сімдесят з «чимось» сантиметрів. У фіналі аніме вона та Рьосуке стають парою.
Міна Окура (яп. 大倉 美菜, Ōkura Mina)
Сейю: Каорі Ісіхара
Дитяча подруга Рьосуке та нинішня партнерка Кюль. Її груди почали рости рано і тепер вони мають 92 см (G-кубок). Вона має сильні почуття до Рьосуке, оскільки він захищав її в дитинстві. Вона знає про його розпусність, але це її не турбує. Міна спокійно сприймає правду про особистість Лісари й дозволяє їй продовжувати свою «справу» з Рьосуке. Вона укладає контракт із Кюль, щоб допомагати Рьосуке, а її енергія заряджається, коли вона говорить про нього.
Кюль Зерія (яп. キュール・ゼリア, Kyūru Zeria)
Сейю: Аріса Нісігучі
Далека родичка Лісари та ще одна жниця. Вона називає Лісару «оне-сама», хоча вони не є сестрами. Вона укладає контракт із Міною як джерелом своєї енергії, що дратує Рьосуке та Лісару. У бою використовує гладіус Карнун Солас (カルヌーンソラス, Karunūn Sorasu), що керує стихією льоду. Закохується в Рьосуке, але згодом відсуває свої почуття, щоб підтримувати спочатку Міну, а потім Лісару.
Ірія Фукумуне (яп. 福宗 イリア, Fukumune Iria)
Сейю: Місато Фукуен
Суперниця Лісари зі школи в Грімвальді та відома поп-ідолка у світі людей. Незважаючи на те, що вона посіла друге місце в школі (Лісара була першою), у неї найбільші груди серед головних героїнь (92,5 см - G-кубок). Проте згодом з’ясовується, що її великий бюст — це результат використання чарівних вкладишів і її справжній розмір менший за розмір Лісари. Вона володіє фальчіоном Флотті (フロッティ, Furotti), що керує стихією блискавки. Також вона заявляє, що закохана в Рьосуке, але, схоже, її цікавить лише його здатність генерувати енергію. Вона шукає «Єдину людину» для себе (щоб підвищити свій ранг) та для своїх роботодавців. Замість того щоб отримувати енергію через контракт із людиною, вона отримує її через відданість своїх фанатів.

## Медіа

### Ранобе
Dakara Boku wa, H ga Dekinai спочатку було серією ранобе, написаною Пан Тачібаною з ілюстраціями Йосіакі Кацурая. Перший том ранобе був випущений Fujimi Shobo 19 червня 2010 року під імпринтом Fujimi Fantasia Bunko. Серія завершилася одинадцятим томом, опублікованим 20 серпня 2013 року.
| №  | Дата виходу     | ISBN                   |
| -- | --------------- | ---------------------- |
| 1  | 19 червня 2010  | ISBN 978-4-8291-3534-1 |
| 2  | 20 жовтня 2010  | ISBN 978-4-8291-3567-9 |
| 3  | 19 лютого 2011  | ISBN 978-4-8291-3607-2 |
| 4  | 20 травня 2011  | ISBN 978-4-8291-3643-0 |
| 5  | 17 вересня 2011 | ISBN 978-4-8291-3684-3 |
| 6  | 19 лютого 2012  | ISBN 978-4-8291-3734-5 |
| 7  | 20 квітня 2012  | ISBN 978-4-8291-3755-0 |
| 8  | 20 липня 2012   | ISBN 978-4-8291-3784-0 |
| 9  | 20 вересня 2012 | ISBN 978-4-8291-3807-6 |
| 10 | 20 квітня 2013  | ISBN 978-4-8291-3883-0 |
| 11 | 20 серпня 2013  | ISBN 978-4-8291-3925-7 |

### Манґа
Манґа-адаптація з ілюстраціями Шо Окаґірі почала виходити в журналі Monthly Dragon Age, опублікованому 9 лютого 2011 року. Перший том вийшов 8 жовтня 2011 року, а загалом станом на 9 грудня 2013 року було випущено п’ять томів. Обмежене видання четвертого тому, випущене 27 березня 2013 року, містило Blu-ray-диск з аніме-епізодом. Yen Press ліцензувала манґу для випуску в Північній Америці і перший том вийшов 21 квітня 2015 року.
| № | Дата виходу                                                         | ISBN                   |
| - | ------------------------------------------------------------------- | ---------------------- |
| 1 | 8 жовтня 2011                                                       | ISBN 978-4-04-712751-7 |
| 2 | 9 квітня 2012                                                       | ISBN 978-4-04-712789-0 |
| 3 | 8 вересня 2012                                                      | ISBN 978-4-04-712825-5 |
| 4 | 27 березня 2013 (обмежений тираж) 9 квітня 2013 (регулярне видання) | ISBN 978-4-04-712823-1 |
| 5 | 9 грудня 2013                                                       | ISBN 978-4-04-712962-7 |

### Аніме
Аніме-адаптація, вперше анонсована 28 грудня 2011 року, виходила на AT-X та інших телеканалах з 6 липня 2012 року по 25 вересня 2012 року. Аніме було створене студією Feel під керівництвом Такео Такахаші, зі сценарієм Нарухіси Аракави, музикою Чера Ватанабе та дизайном персонажів від Канетоші Камімото. В Північній Америці аніме було ліцензоване Sentai Filmworks під назвою So, I Can't Play H? з одночасною трансляцією на Crunchyroll під час виходу серіалу, а Section23 Films випустила його у 2013 році. У Японії серія вийшла у форматі шести DVD та Blu-ray-томів з 26 вересня 2012 року по 20 лютого 2013 року, а в Північній Америці — у вигляді DVD- та Blu-ray-наборів 31 грудня 2013 року. OVA-епізод вийшов на Blu-ray у комплекті з четвертим томом манґи 27 березня 2013 року. Вихід серій, починаючи з восьмої, було відкладено на один тиждень через виробничі проблеми.
Опенінгом серіалу є «Reason why XXX» Саяки Сасакі, а ендонінгом є «Platinum 17» (яп. プラチナ17, Purachina Sebuntīn) Йозуки. Пісні були випущені на CD-синглах 25 липня 2012 року та 8 серпня 2012 року під лейблом Lantis.

## Сприйняття
Стрімінговий серіал отримав схвальні відгуки від Терона Мартіна з Anime News Network. Серії 1–6 були оцінені від B− за субтитри до B+ за анімацію. Серії 7–12 отримали оцінки від B− за музику до B за всі інші аспекти. Північноамериканський Blu-ray-реліз був рецензований Крісом Беверіджем для The Fandom Post. Він дав йому позитивну оцінку, виставивши загальний бал «B».